# Anathallis helmutii
Anathallis helmutii är en orkidéart som först beskrevs av Frederico Carlos Hoehne, och fick sitt nu gällande namn av Fábio de Barros. Anathallis helmutii ingår i släktet Anathallis och familjen orkidéer. Inga underarter finns listade i Catalogue of Life.